# 埃斯塔布莱
埃斯塔布莱（法語：Establet，法語發音：[ɛstablɛ]）是法国德龙省的一个市镇，属于迪镇区。

## 地理
埃斯塔布莱（44°30'22"N, 5°26'17"E）面积12.58 平方千米，位于法国奥弗涅-罗讷-阿尔卑斯大区德龙省，该省份为法国东南部内陆省份，北起顺时针与伊泽尔省、上阿尔卑斯省、上普罗旺斯阿尔卑斯省、沃克吕兹省和阿尔代什省接壤。
与埃斯塔布莱接壤的市镇（或旧市镇、城区）包括：迪瓦地区贝勒加德、拉沙尔斯、拉莫特沙朗孔、罗捷、迪瓦地区圣迪济耶、瓦尔杜勒。

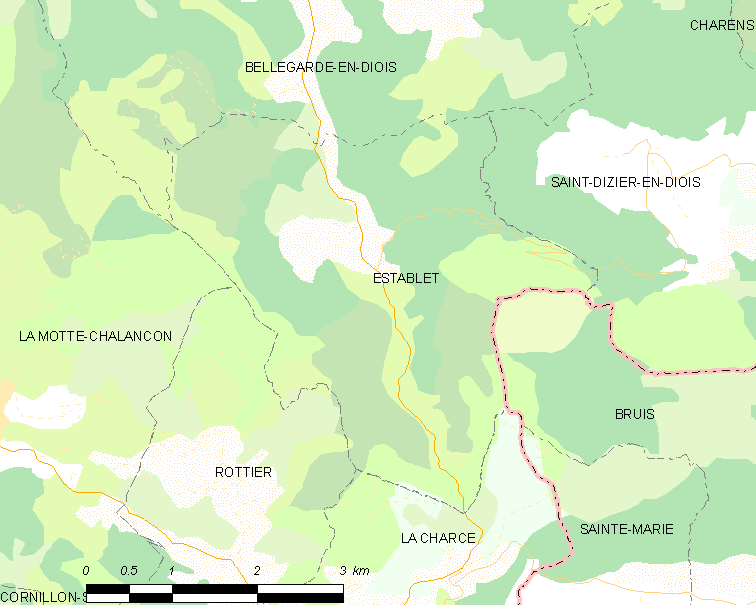
埃斯塔布莱的OSM定位图

埃斯塔布莱的时区为UTC+01:00、UTC+02:00（夏令时）。

## 行政
埃斯塔布莱的邮政编码为26470，INSEE市镇编码为26123。

## 政治
埃斯塔布莱所属的省级选区为迪瓦县。

## 人口

1962-2008年间埃斯塔布莱人口变化图示

埃斯塔布莱于2022年1月1日时的人口数量为25人。